# Wojciech Sawicki (inżynier)
Wojciech Sawicki (ur. 1936 w Warszawie, zm. 23 lutego 2018) – polski inżynier i ekonomista. Magister inżynier budownictwa wodnego oraz ekonomii, autor najpopularniejszych kalendarzy – wydawnictw zainicjowanych przez ojca Franciszka Sawickiego (w tym Teno, TIK, Ewa dla kobiet, o łącznym rocznym nakładzie ponad 10 mln egzemplarzy), stworzył powszechnie używaną bazę imion w kalendarzach, wprowadzając do zestawu przedwojennego ponad dwustu nowych solenizantów (np. Aneta, Maja, Wioletta, Maryla, Klaudia, Sobiesław, Lech, Bohdan, Ronald), zbieracz suwaków logarytmicznych, których kolekcję przekazał Muzeum Politechniki Warszawskiej, autor ok. 150 publikacji. Odznaczony między innymi medalem „Zasłużony dla Kultury Polskiej”, Odznaką Zasłużonego dla Politechniki Warszawskiej, Złotą Odznaką PTTK.

## Praca zawodowa
- 1962–1977 – Przedsiębiorstwo Mostostal (Petrochemia – Płock, Zakłady Azotowe – Puławy, Zarząd – Warszawa)
- 1977–1987 – Ministerstwo Nauki, Szkolnictwa Wyższego i Techniki (główny specjalista)
- Jednocześnie 1982–87 – działalność w formie pierwszej w powojennej Polsce prywatnego przedsiębiorstwa reklamowo-wydawniczego „Tenox” (zwycięstwa w konkursach na najładniejszy kalendarz ścienny 1985 i 1986)
- 1987–1992 – Pobyt w USA (emigracja polityczna)
- 1992–1998 – Własny zakład poligraficzny („Tenox”)